# Olov Jonason
Bengt Emil Olov Jonason, född 12 augusti 1919 i Vallentuna, Stockholms län, död 9 oktober 2007 i Köpingsvik, Kalmar län, var en svensk författare och översättare.

## Biografi
Jonasons debutbok, novellsamlingen Parabellum (1943), skildrade den svenska beredskapsmiljön med grym saklighet och kall ironi, influerad av amerikanska författare som Carl Sandburg, Ernest Hemingway och William Saroyan. Boken hyllades av kritikerna, men kom att bli Jonasons enda skönlitterära verk. Han var därefter verksam som översättare av huvudsakligen engelskspråkiga författare, bland andra John Steinbeck, Erskine Caldwell, Iris Murdoch, Graham Greene, William Faulkner, Leonard Cohen och Kurt Vonnegut. I mindre utsträckning översatte han också från norska, danska och tyska.
Jonason var även verksam som litteraturkritiker i Aftontidningen, Dagens Nyheter, Göteborgs Handels- och Sjöfartstidning, Morgon-Tidningen och Svenska Dagbladet. Han var medlem av Bibelkommissionen 1973–1981 och blev hedersdoktor vid Stockholms universitet 1982.

### Översättningar (urval)
- Erskine Caldwell, Tobaksvägen (Tobacco Road) (Helsingfors: Finlandia, 1946)
- Ernest Hemingway, Och solen har sin gång (The Sun Also Rises) (Stockholm: Bonnier, 1947)
- Carson McCullers, Bröllopsgästen (The Member of the Wedding) (Stockholm: Geber, 1947)
- Nigel Balchin, Det hemliga rummet (The Small Back Room), radiobearbetning Peter Watts (Stockholm: Radioteatern, 1950)
- James Joyce, Landsflykt: ett drama om kärlekens frihet (Exiles), radiobearbetning Gunnar Ollén (Stockholm: Radioteatern, 1950)
- Nelson Algren, Mannen med den gyllene armen (The Man with the Golden Arm) (Stockholm: Wahlström & Widstrand, 1951)
- Truman Capote, Gräsharpan (The Grass Harp) (Stockholm: Bonnier, 1953)
- Eugene O’Neill, Sällsamt mellanspel (Strange Interlude), radiobearbetning Sigvard Mårtensson och Stig Torsslow (Stockholm: Radioteatern, 1957)
- William Faulkner, Björnen (The Bear) (Stockholm: Rabén & Sjögren, 1959)
- Boris Pasternak, Lejdebrev (Ochrannaja gramota), till svenska från engelska, danska och tyska av Olov Jonason, reviderad av Sven Vallmark (Stockholm: FIB:s Lyrikklubb, 1959)
- Ray Bradbury, Oktoberfolket (Something Wicked This Way Comes) (Stockholm: Norstedt, 1964)
- Carson McCullers, Balladen om det sorgsna kaféet (The Ballad of the Sad Café) (Stockholm: Rabén & Sjögren, 1965)
- Leonard Cohen, Älsklingsleken (The Favorite Game) (Stockholm: Norstedt, 1965)
- James Purdy, Malcolm (Stockholm: Bonnier, 1966)
- Kurt Vonnegut, Slakthus 5 eller Barnkorståget: en skyldighetsdans med döden (Slaughterhouse-Five, or The Children’s Crusade: A Duty-Dance with Death) (Stockholm: Norstedt, 1970)
- G.K. Chesterton, Fader Browns hemlighet (The Secret of Father Brown) (Stockholm: Trevi, 1980)

## Priser och utmärkelser
- 1947 – Albert Bonniers stipendiefond för yngre och nyare författare
- 1974 – Svenska Akademiens översättarpris
- 1978 – Elsa Thulins översättarpris
- 1981 – Erik Wellanders språkvårdspris
- 1982 – Hedersdoktor vid Stockholms universitet
- 1987 – Letterstedtska priset för översättningen av Graham Greenes Generalen: historien om en vänskap och Den tionde mannen